# Triumf obratlovců
Triumf obratlovců (v anglickém originále Triumph of the Vertebrates) je dvoudílní britský dokumentární pořad televize BBC. Dokument sepsal, namluvil a často v něm vystupuje David Attenborough. Dokument pojednává o vývoji obratlovců od kambria až po současnost. Dokument byl vysílán v roce 2013.
První díl nese název „Z moří do oblak“ a pojednává o vzniku obratlovců a vývoji všech skupin obratlovců. Druhý díl, „Počátky savců“, pojednává o vývoji savců. Každý ze dvou dílů Triumfu obratlovců trvá 59 minut.
V dokumentárním filmu jsou pomocí moderních výzkumných i zobrazovacích technik zkoumány fosílie. Kromě toho jsou zkoumána i současná zvířata. Převažují záběry na fosílie, výzkumy, současná zvířata a animace vyhynulých živočichů (pochopitelně hlavně obratlovců). Dokumentární seriál Triumf obratlovců navazuje na dvoudílný dokumentární seriál Počátky života (First Life), který je rovněž dvoudílný.

## Pravěcí živočichové

### 1.díl: Z moří do oblak
Myllokunmingia, Parayunnanolepis, Tiktaalik, Lufengosaurus, Sinosauropteryx, Anchiornis  a Tyrannosaurus

### 2.díl: Počátky savců
Hadrocodium, Sinodelphys, Juramaia, Propalaeotherium (popsáno jako raný typ koně), blíže neurčený primát, letoun a hlodavec, Megacerops (popsán jako Titanotherium), Malfelis, Megatherium (popsáno jako obrovský pozemní lenochod), Paraceratherium.